# Pygophora parvipuncta
Pygophora parvipuncta är en tvåvingeart som först beskrevs av Stein 1906.  Pygophora parvipuncta ingår i släktet Pygophora och familjen husflugor. Inga underarter finns listade i Catalogue of Life.